# 사과연구소
사과연구소(沙果硏究所, Apple Research Station)은 대한민국 농촌진흥청의 소속기관이다. 2015년 1월 6일 발족하였으며, 대구광역시 군위군 소보면 소보안계로 107에 위치하고 있다. 소장은 서기관·기술서기관 또는 농업연구관으로 보한다.

## 연혁
- 1991년 11월 15일: 과수연구소 소속으로 대구사과연구소 설치.[2]
- 1994년 12월 23일: 원예연구소로 소속으로 변경.[3]
- 2004년 1월 29일: 사과시험장으로 개편.[4]
- 2008년 10월 8일: 국립원예특작과학원 소속으로 변경.[5]
- 2015년 1월 6일: 사과연구소로 개편.[6]